# Plumularia attenuata
Plumularia attenuata är en nässeldjursart som beskrevs av George James Allman 1877. Plumularia attenuata ingår i släktet Plumularia och familjen Plumulariidae. Inga underarter finns listade i Catalogue of Life.